# Gasphasenätzen
Das (chemische) Gasphasenätzen (englisch vapor phase etching, VPE)  ist ein Verfahren, das bei der Herstellung von mikroelektromechanischen Systemen (MEMS) und nanoelektromechanischen Systemen (NEMS) eingesetzt wird. In der Regel werden auf diese Weise Opferschichten mit gasförmigen Säuren wie Fluorwasserstoff und Xenondifluorid isotrop geätzt, um die Komponenten des Bauteils freizusetzen.

## Bedeutung
Aufgrund der geringen Abmessungen leiden isotrope Nassätzverfahren, die traditionell in der Mikrofertigung eingesetzt werden, unter der Haftreibung die beim Trocknen der Säure auftreten, d. h. dem dauerhaften Anhaften der frei stehenden Struktur am darunter liegenden Substrat aufgrund der Skalierung von Oberflächeneffekten. Beim Gasphasenätzen wird die Haftreibung überwunden, da während des Ätzvorgangs keine Flüssigkeiten verwendet werden. Dadurch ergeben sich wirtschaftliche Vorteile und neue technologische Möglichkeiten zur Verkleinerung von mikromechanischen Systemen bis in den Nanometerbereich (MEMS bis NEMS).

## Gasphasenätzen von Siliziumdioxid
Das Nassätzen von Siliziumdioxid (SiO2) in gepufferten Fluorwasserstofflösungen (HF-Lösung) ist ein gängiges und gut bekanntes Verfahren in der Halbleiter- und Mikrosystemtechnik. Daran angelehnt kann auch eine konzentrierte Fluorwasserstofflösung (z. B. 49 Gew.% in Wasser) verdampft und dieser HF-Dampf zum Ätzen von Siliziumdioxid genutzt werden. Ein weiterer Ansatz ist die Nutzung von wasserfreien Fluorwasserstoffdampf.
Im Jahr 1966 fanden Holmes und Snell heraus, dass SiO2 auch in Fluorwasserstoffdampf geätzt werden kann. Anfänglich war das Interesse an dieser Entdeckung gering, da Nassätzverfahren höhere Ätzraten aufweisen und keine hochentwickelte Ausrüstung erforderten. Mit dem Aufkommen der MEMS-Technologie und der Verkleinerung der Bauteile wirkte sich die Haftreibung jedoch erheblich auf die Produktionserträge aus. Aus diesem Grund wurde das HF-Gasphasenätzen zu einer interessanten kommerziellen Fertigungstechnologie.
Da wasserfreier Fluorwasserstoff Siliziumdioxid nicht ätzt, ist für die Ätzreaktion ein Katalysator erforderlich. Beim HF-Gasphasenätzen gibt es zwei typische Verfahren, die sich im verwendeten Katalysator unterscheiden:
1. Chemische Reaktion mit Wasser als Katalysator
2. Chemische Reaktion mit Alkohol als Katalysator

### Chemische Reaktion mit Wasser als Katalysator
Durch die Verwendung von Wasser bilden sich nach der Adsorption an der SiO2-Oberfläche Silanolgruppen, die sich bei der Nutzung von niemals bilden können.
{\displaystyle {\ce {SiO2 + 2 H2O -> Si(OH)4}}}
Das HF reagiert mit den Silanolgruppen und bildet SiF4 und H2O gemäß der folgenden Reaktion.
{\displaystyle {\ce {Si(OH)4 + 4 HF -> SiF4 + 4 H2O}}}
Der Ätzprozess findet in der Regel bei reduziertem Druck statt, um die Desorption der Reaktionsprodukte zu fördern. Wie in den Reaktionsgleichungen zu sehen, bildet sich während der Ätzreaktion Wasser. Die effiziente H2O-Entfernung ist entscheidend, um die Bildung einer Flüssigkeitsschicht zu verhindern.

### Chemische Reaktion mit einem Alkohol als Katalysator
Alternativ können auch andere Alkohole wie Methanol, Ethanol, 1-Propanol oder 2-Propanol verwendet werden, um die Reaktion einzuleiten. Ein Beispiel für diese Reaktion unter Verwendung von Methanol (CH3OH) ist unten aufgeführt. Zunächst werden das gasförmige (g) Fluorwasserstoff und das Methanol an der Oberfläche adsorbiert (ads).
{\displaystyle {\ce {CH3OH (g) <-> CH3OH (ads)}}}
{\displaystyle {\ce {HF (g) <-> HF (ads)}}}
Durch eine Ionisierungsreaktion des adsorbierten HF und des absorbierten CH3OH wird {\displaystyle {\ce {HF2-}}}gebildet
{\displaystyle {\ce {2 HF (ads) + CH3OH (ads)-> HF2- (ads) + CH3OH2+ (ads)}}}
Das ionisierte {\displaystyle {\ce {HF2-}}} reagiert dann mit dem SiO2 gemäß der folgenden Reaktion.
{\displaystyle {\ce {SiO2(s) + 2 HF2- (ads) + 2 CH3OH2+ (ads) -> SiF4 (ads) + 2 H2O (ads) + 2 CH3OH}}}
Schließlich werden die Reaktionsprodukte durch Desorption von der Oberfläche entfernt.

## Gasphasenätzen von Silizium
Xenondifluorid (XeF2), Bromtrifluorid, Chlortrifluorid und Fluor können für das Gasphasenätzen von Silizium verwendet werden. Xenondifluorid wird in der Wissenschaft und der Industrie am häufigsten verwendet, da es eine hohe Selektivität gegenüber anderen Halbleitermaterialien und Metallen aufweist, eine hohe Prozesskontrolle ermöglicht und bei Raumtemperatur leicht zu verwenden ist.
Die Synthese von Xenondifluorid ist ein endothermer Prozess, bei dem ein weißes Pulver entsteht, das bei niedrigem Druck (p < 4 Torr) sublimiert. Der niedrige Dampfdruck ermöglichte es in den Anfangsjahren, vergleichsweise einfache Anlagen zu verwenden. Moderne Gasphasenätz-Prozessanlagen sind anspruchsvoller und zeichnen sich durch die Art der Gaszufuhr in die Ätzkammer aus. Bei gepulsten Systemen wird das Ätzmittel expandiert, in die Reaktionskammer geleitet und verbleibt dort, bis es durch die Reaktion verbraucht wurde. Dann wird die Kammer evakuiert, und dieser Vorgang wird für mehrere Zyklen wiederholt. Im Gegensatz dazu strömt bei Systemen mit kontinuierlichem Durchfluss ein Trägergas durch einen Bubbler, um Xenondifluorid kontinuierlich in die Ätzkammer zu führen.

### Chemische Reaktion mit Xenondifluorid
Die allgemeine Ätzreaktion wird in der folgenden Gleichung zusammengefasst:
{\displaystyle {\ce {2 XeF2 + Si -> SiF4 + 2 Xe}}}.
Die detaillierte Ätzkinetik ist eine komplexere Reaktion, die aus vier Schritten besteht. Nach dem Massentransport des Ätzmittels zur Siliziumoberfläche wird das Xenondifluorid von dieser adsorbiert.
{\displaystyle {\ce {2 XeF2 (g) + Si (s) -> 2 XeF2 (ads) + Si (s)}}}
Das XeF2 dissoziiert in adsorbiertes Fluor und gasförmiges Xe.
{\displaystyle {\ce {2 XeF2 (ads) + Si (s) -> 2 Xe (g) + 2 F (ads) + Si (s)}}}
Das Fluor verbindet sich mit dem Silizium an der Oberflächen und bildet Siliziumtetrafluorid.
{\displaystyle {\ce {4 Xe (g) + 4 F (abs) + Si (s) -> 4 Xe (g) + SiF4 (ads)}}}
Die Reaktionsprodukte trennen sich von der Siliziumoberfläche und geht in den Gasraum der Ätzkammer über, wo es mittels einer Vakuumpumpe abgesaugt wird.
{\displaystyle {\ce {2 Xe (g) + SiF4 (ads) -> 2 Xe (g) + SiF4 (g)}}}.